# Michał Bierzyński
Michał Bierzyński ps. „Sęp”, nazwisko konspiracyjne Tadeusz Mroziński (ur. 16 lipca 1924 w Łodzi, zm. 11 listopada 2002 w Tomaszowie Mazowieckim) – żołnierz NSZ Okręg Lublin, dowódca oddziału PAS NZW w Okręgu Białystok, szef PAS w Komendzie Powiatu NZW Łomża.

## Życiorys
Syn Elżbiety. Wychowywał się w domu dziecka prowadzonym przez siostry zakonne urszulanki. W 1938 ukończył 7 klas szkoły powszechnej i wyjechał do Ignacowa, w powiecie Mińsk Mazowiecki, gdzie rozpoczął naukę w prowadzonej przez siostry miłosierdzia żeńskiej szkole rolniczej. Kontynuował ją w czasie okupacji niemieckiej. Następnie skierowany przez siostry zakonne do Jędrzejowa, pow. Mińsk Mazowiecki. Opiekował się nim tam przedwojenny ułan i piłsudczyk, Ksawery Gujski "Ułan", który latem 1941 wprowadził go do NOW. Od tej pory posługiwał się ps. "Sęp". Przeszedł podstawowy kurs żołnierza piechoty, brał udział w akcjach porządkowych, zdobył broń. Od kwietnia 1944 w działającym w pow. Bychawa, woj. lubelskie, współpracującym z AK, oddziale NSZ por. N.N. "Jacka II", gdzie dał się poznać jako żołnierz z inicjatywą, m.in. pełnił wartę na postoju w okolicach m. Wilkołaz, rozbroił dowódcę oddziału AL Bolesława Kowalskiego "Cienia", znanego mordercę żołnierzy AK (na rozkaz "Jacka II" "Cień" został zwolniony). Ranny 24 czerwca 1944 w czasie akcji oddziału na koszary tzw. "własowców" w Zemborzycach (ok. 10 km na południe od Lublina). Pomimo rany pozostał w grupie. Wziął udział w walkach o Lublin 21/22 lipca 1944.
Po rozwiązaniu oddziału w końcu lipca 1944 zgłosił się do LWP i został wcielony do 9. zapasowego pp w Lublinie. W październiku 1944 skierowany do stacjonującego w Chełmie Lubelskim 5. Pułku Artylerii Zmotoryzowanej i jeszcze w tym samym miesiącu aresztowany przez NKWD za zatajenie służby w NSZ. Po kilku dniach skazany na bezterminową służbę w kompanii karnej i skierowany na front. Na przełomie października i listopada 1944 trafił do obozu w Woli Karczewskiej k. Otwocka. Miesiąc później skierowany na Pragę, do IV kompanii karnej. Wskutek bliskiego wybuchu stracił słuch, znalazł się w szpitalu w Otwocku, skąd ponownie przeniesiono go do obozu w Woli Karczewskiej. Był tam świadkiem mordowania żołnierzy przez NKWD. Z obozu uciekł tuż przed rozpoczęciem zimowej ofensywy Armii Czerwonej.
Przez kilka miesięcy ukrywał się w Warszawie i jej okolicach. W kwietniu 1945 nawiązał w Warszawie kontakt z łączniczką NSZ, przez którą skierowany został do powiatu Łomża, gdzie znalazł się w oddziale NSZ Eugeniusza Kozłowskiego "Biebrzy". Początkowo objął w nim funkcję instruktora ds. wyszkolenia. Jesienią 1945, po scaleniu z NZW i opuszczeniu oddziału przez "Biebrzę", przejął dowodzenie. Prawdopodobnie pełnił funkcję szefa PAS w batalionie terenowym "Niemen" (gminy Jedwabne, Drozdowo, Bożejewo. Wielokrotnie z powodzeniem rozbrajał posterunki milicji (m.in. w Jedwabnem 23 grudnia 1945 i 23 stycznia 1946, Stawiskach 11 stycznia 1946), skutecznie likwidował agenturę UB, rozbrajał grupy ochronne punktów wyborczych w styczniu 1947 (w Jurcu, Radziłowie, Wiźnie, Jedwabnem) i walczył z grupami operacyjnymi. Jedną z nich rozbił 23 października 1945 pod Jedwabnem, zadając wrogowi ciężkie straty (6 zabitych, 6 rannych i 3 wziętych do niewoli i rozstrzelanych) i nie tracąc przy tym ani jednego żołnierza. Kolejną rozbił 22 grudnia 1945 pod Wyrzykami k. Łomży. Podczas zwalczania przez dowództwo NZW struktur WiN wyjątkowo aktywnie prowadził akcje zbrojne w nich wymierzone. Zginęło co najmniej trzech żołnierzy WiN, kilku też było rannych po silnym pobiciu. M.in. 6 czerwca 1946 "Sęp" pobił dowódcę plutonu WiN, który w myśl rozkazu agitował ludność do głosowania w referendum dwa razy "nie", a raz "tak" (NZW wzywało do głosowania trzy razy "nie"). Był jednym z najskuteczniejszych i najzdolniejszych - a zarazem wzbudzających kontrowersyjne oceny - dowódców polowych Okręgu NZW Białystok. Według opinii niektórych członków NZW z Łomżyńskiego zbyt łatwo sięgał po broń w sytuacjach wątpliwych oraz nazbyt gorliwie wykonywał - wydawane przez komendanta powiatu - wyroki śmierci. Chociaż do walki z nim rzucono poważne siły bezpieczeństwa, które zaciekle tropiły jego oddział, nigdy nie poniósł porażki w bezpośredniej walce. 19 marca 1947 został szefem PAS w Komendzie Powiatu NZW Łomża Północna. Nie podporządkował się rozkazowi komendanta Okręgu NZW o pozostaniu w konspiracji i po rozwiązaniu oddziału ujawnił się 31 marca 1947 w PUBP w Łomży. Wobec zagrożenia aresztowaniem, w czerwcu 1947 zaczął się ukrywać i nawiązał współpracę z komendantem Powiatu NZW Łomża Północna por. Tadeuszem Narkiewiczem "Ciemnym". 17 lipca 1947 mianowany szefem wywiadu w Komendzie Powiatu Łomża Północna.
Aresztowany 5 września 1947 w domu swej żony w Kosakach, w kryjówce urządzonej pomiędzy dwiema ścianami korytarza. Po przewiezieniu do wsi Janczewo (ręce miał związane drutem) został ciężko pobity kolbami karabinów. W PUBP w Łomży wieszano go do góry nogami na drążku i wlewano mu do nosa wodę (zob. waterboarding). Zamykano go na 48 godzin w karcerze, w którym posadzka była wykonana z cegły ułożonej krawędzią do góry (tzw. kantówka) Do karceru nalewano wodę, która zamarzała. W celi pozbawiony był ubrania. Przesłuchania w Łomży prowadzili: Dąbrowski i Kazimierz Bratkowski. Wśród znęcających się był także Ignacy Ramotowski z WUBP, były kolega z NZW. W WUBP protokoły przesłuchań podpisywali funkcjonariusze Wydziału Śledczego: Jan Sybilski i Edward Błażukiewicz, który nie pozwalał mu na spanie przez kilka dni z rzędu. Sądzony był w trybie doraźnym przez WSR w Białymstoku (przewodniczący składu sędziowskiego mjr Roman Rojko, prokurator Henryk Lenczykiewicz). Skazany 5 maja 1948 na karę dożywotniego pozbawienia wolności z utratą praw na 5 lat oraz przepadek mienia.
Pomimo zakończenia sprawy nadal się nad nim znęcano. W wyniku pobicia kluczami przez strażnika więzienia w Białymstoku stracił zęby. Chociaż skazany był na dożywocie, przez 6 miesięcy siedział sam w celi śmierci, utrzymywany w przekonaniu, że czeka go wykonanie wyroku śmierci. Odrzucił propozycję wydania komendanta Okręgu NZW ppłk. Władysława Żwańskiego "Błękita" w zamian za ułaskawienie. Wreszcie upozorowano wykonanie wyroku śmierci - został wyprowadzony przed pluton egzekucyjny, który strzelał ślepymi nabojami. Po tym wydarzeniu osiwiał. (zob. Syndrom Marii Antoniny) Naczelnik więzienia oświadczył wówczas, że Bierzyński został ułaskawiony i karę śmierci zamieniono mu na karę dożywotniego więzienia, co również nie odpowiadało prawdzie. W więzieniu we Wronkach 3 lata przebywał w izolatce bez prawa do spacerów i książek. Spał na betonowej posadzce. Wielokrotnie zmieniał więzienia. W 1955 przewieziony do Sosnowca, w sierpniu 1955 do Knurowa k. Stalinogrodu (Katowice), miesiąc później do Strzelec Opolskich. Zwolniony z więzienia w Sztumie 26 maja 1956 w wyniku zastosowania przez SW w Białymstoku amnestii.
W 1957 podjął pracę w fabryce Chemitex-Wistom w Tomaszowie Mazowieckim, gdzie pracował na stanowisku brygadzisty produkcji organicznej aż do przejścia na rentę w 1981. SW w Białymstoku postanowieniem z 26 listopada 1991 uznał wyrok WSR w Białymstoku z 5 maja 1948 za nieważny.